# Cantonul Pernes-les-Fontaines
Cantonul Pernes-les-Fontaines este un canton din arondismentul Carpentras, departamentul Vaucluse, regiunea Provence-Alpes-Côte d'Azur, Franța.

## Comune
- Le Beaucet : 352 locuitori
- Pernes-les-Fontaines : 10 170 locuitori (reședință)
- La Roque-sur-Pernes : 447 locuitori
- Saint-Didier : 1 847 locuitori
- Velleron : 2 829 locuitori
- Venasque : 966 locuitori